# Hemshof-Friedel

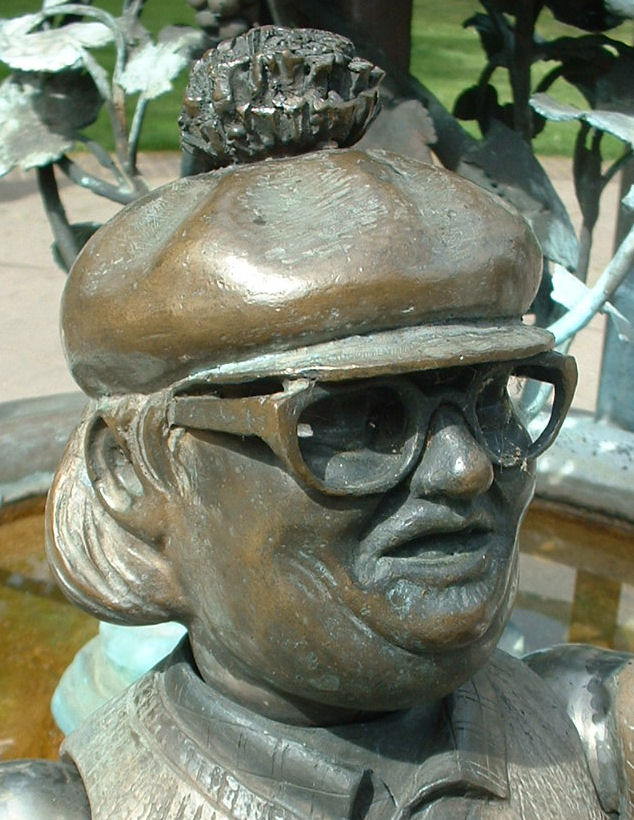
Hemshof-Friedel am Brunnen „Pfälzische Lebensfreude“ auf dem Ludwigsplatz in Ludwigshafen

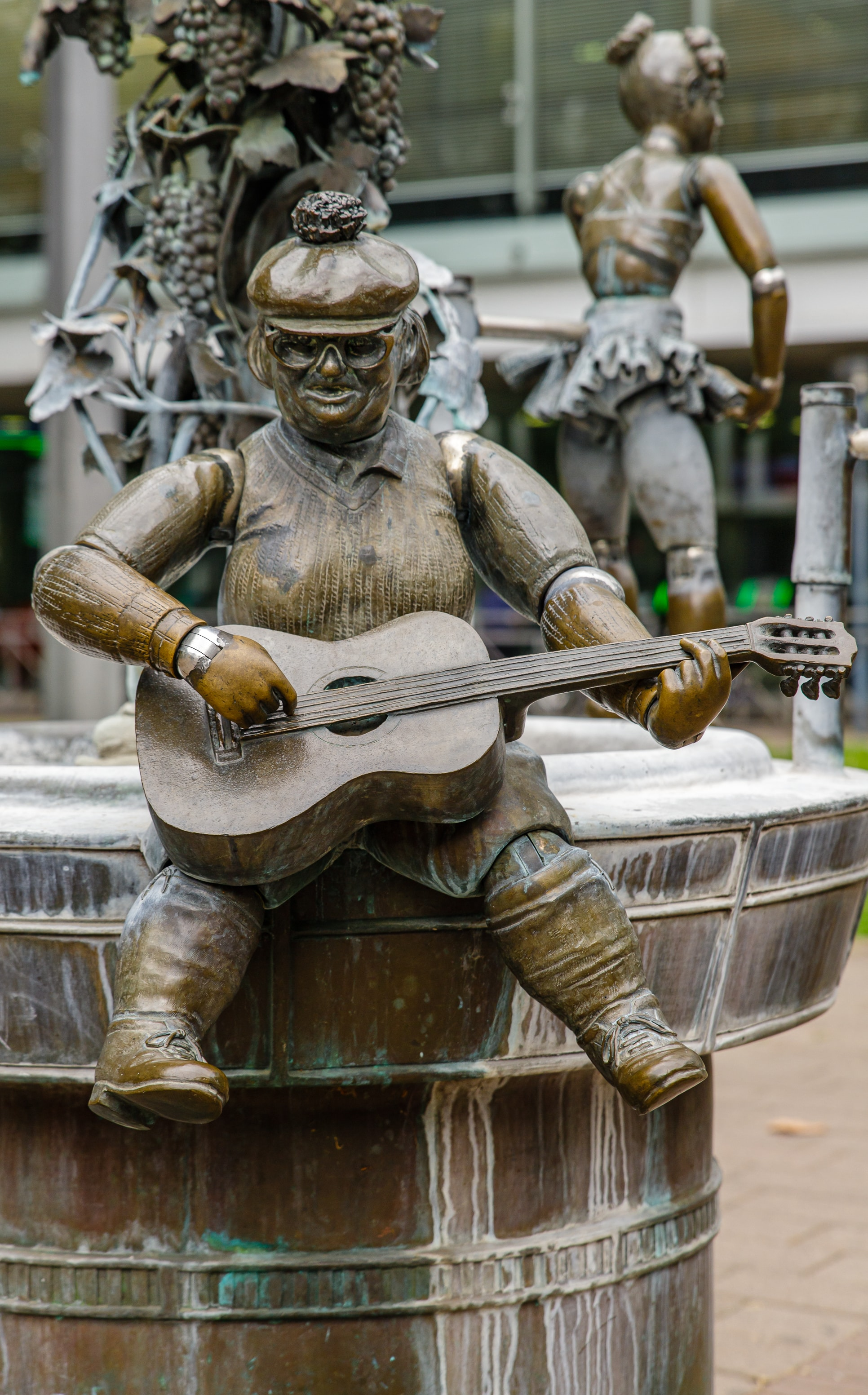
Hemshof-Friedel am Brunnen „Pfälzische Lebensfreude“

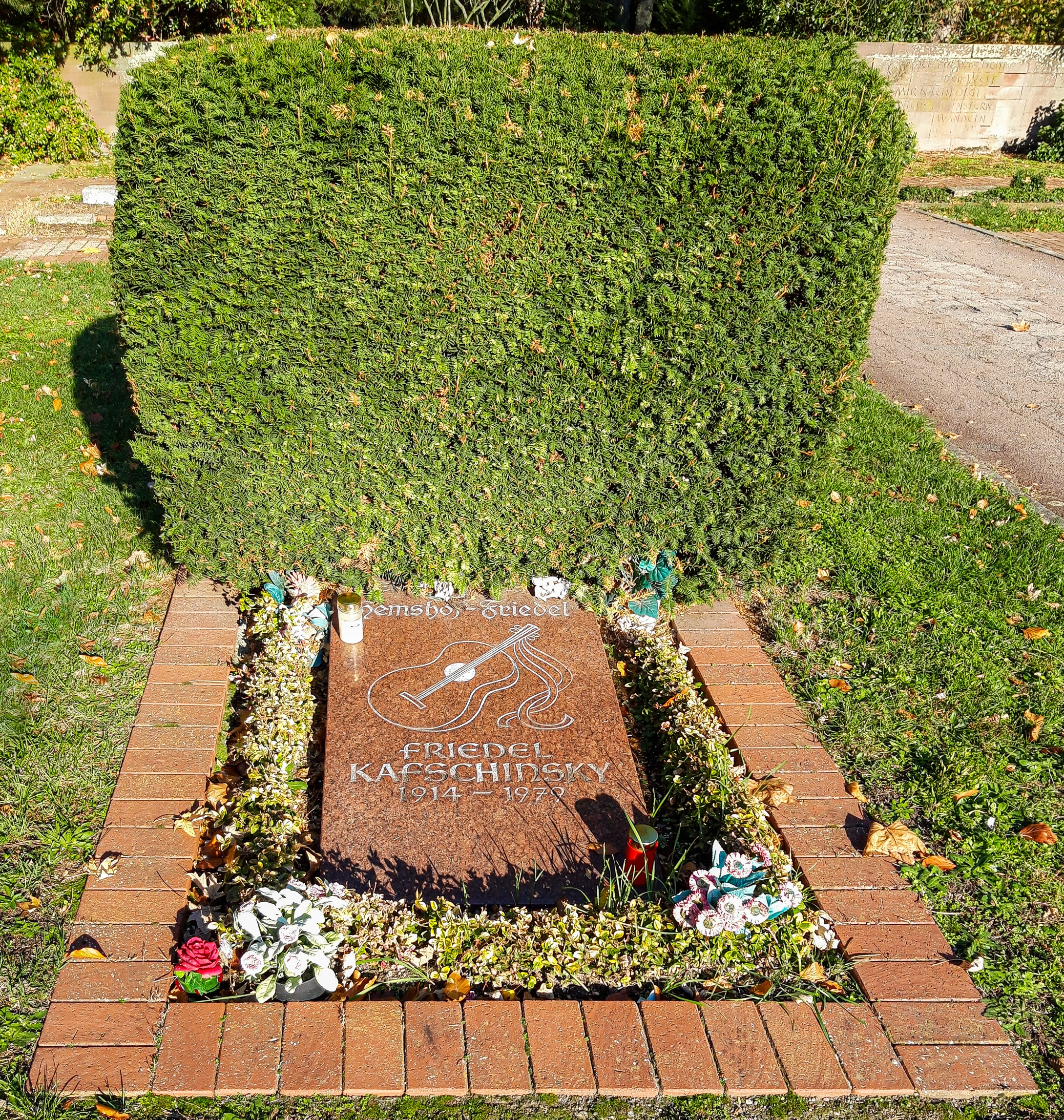
Grabplatte auf dem Hauptfriedhof in Ludwigshafen

Die Hemshof-Friedel, eigentlich: Elfriede Kafschinsky (* 1914 (wahrscheinlich am 29. Dezember) in Braunschweig; † 17. Oktober 1979 in Ludwigshafen am Rhein) war ein Ludwigshafener Original und Unterhaltungssängerin der derberen Sorte.

## Biografie
Geschätzter Geburtstag von Elfriede Kafschinsky ist der 29. Dezember 1914. Sie war als Neugeborene in einem Park in Braunschweig ausgesetzt und von katholischen Ordensschwestern ins Magdeburger Waisenhaus gebracht worden. Später stellte sich sogar heraus, dass sie einen Zwillingsbruder hatte, welcher an einer anderen Stelle ausgesetzt worden war und zufällig in dasselbe Waisenhaus kam.
Nach dem Ersten Weltkrieg erkundigte sich ein Mann namens Kafschinsky nach den Kindern und benannte eine gewisse Wilhelmine Kills als Mutter der Zwillinge. Elfriede Kafschinsky hatte später keinen Kontakt zu ihren Verwandten.
Als ihr Bruder im Alter von zwölf Jahren in ein anderes Heim verlegt wurde, schenkten ihr die Ordensschwestern eine Gitarre. Elfriede erlernte das Gitarrespiel und trug ihre selbst gedichteten Wanderlieder vor.
Mit 15 Jahren kam Elfriede in ein „Haus für gefallene Mädchen“ bei Paderborn. Sie nannte sich von nun an Friedel Kafschinski (mit dem polnischen „i“ am Ende). Mit 18 Jahren verließ sie das Salzkottener Haus Widey und verdiente sich ihren Lebensunterhalt als Schaffnerin bei der deutschen Reichsbahn. Als sie schwanger wurde, verlor sie ihre Arbeitsstelle und fand Aufnahme im St. Anna-Stift in Ludwigshafen-Mundenheim. Nach dem Ende des Zweiten Weltkriegs, während dessen sie nach einem Fliegerangriff mit ihrer Tochter zwei Tage lang verschüttet war, siedelte sie nach Halle an der Saale über und arbeitete dort als Elektroschweißerin, kehrte jedoch regelmäßig nach Ludwigshafen zurück, um dort Schwarzmarktgeschäfte zu tätigen.
1950 zog Elfriede Kafschinsky endgültig in den Ludwigshafener Stadtteil Hemshof, wo sie rasch zum Original wurde. Nach einer kurzen Tätigkeit als Schweißerin musizierte sie als Straßenmusikantin und schuf den sogenannten Hemshof-Boogie, arbeitete aber auch kurzfristig als Prostituierte. Sie hatte Auftritte beim Bad Dürkheimer Wurstmarkt, beim Schifferstadter Rettichfest und beim Speyerer Brezelfest. Bald folgten Schallplattenaufnahmen und Rundfunkauftritte. Ihre Schimpftiraden waren berüchtigt, und die Bild-Zeitung nannte sie die verrückteste Sängerin Deutschlands.
1979 wurde sie nach zwei Tagen Dauertrinken und -singen ins Krankenhaus eingeliefert, wo sie an Leberzirrhose starb.
Nach ihrem Tod stiftete Paula Fick, Wirtin ihres Stammlokals und beste Freundin, einen großen Grabstein mit eingearbeiteter Gitarre. Dieser befindet sich auf dem Hauptfriedhof in Ludwigshafen.

## Streit mit dem Sozialamt
Kafschinsky lebte von gesammeltem Geld. Da ihr das Geld nicht ausreichte, wandte sie sich an das Sozialamt, wurde jedoch abgewiesen. Daraufhin stellte sie sich gegenüber der Sozialbehörde auf und sang ein Schandlied über das Sozialamt:
De Maier is’ e altes Schwoi,
Der stellt mer die Sozialhilf’ oi,
De Müller aus ’m zweede Stock,
Ach, der miese alte Bock,
Hot kee Herz – der hot sei Freed,
On de Not vun d’ arme Leed …
Das Sozialamt lenkte ein und förderte die Friedel als Original, dessen Tradition es hochzuhalten galt.

## Radio- und Fernsehauftritte
Im Februar 1975 sang Kafschinsky im Regionalprogramm des Südwestfunks. Im Mai war sie im Saarländischen Rundfunk zu hören.
Es folgte eine Einladung zu einer Fernsehübertragung im Berliner RIAS. Die Bild-Zeitung schrieb:
„Die verrückteste Sängerin, die es in Deutschland gibt! Sie heißt Hemshof-Friedel, kommt aus Ludwigshafen und stellte sich in Berlin vor. Und sie stellt wirklich was vor: nämlich 145 Pfund, einem Brustumfang von 145 cm. Um bei den Zahlen zu bleiben: Sie ist auch nur 145 cm klein.“

## Texte

### Geld, Geld, Geld
Ich träume von Liebe — ich träume von Glück.
Doch manchmal träum’ ich auch von Geld,
Denn Geld regiert die Welt!
Geld, Geld, Geld,
Immer wieder Geld,
Geld, Geld, Geld,
Geld regiert die Welt!
...

### Hemshof-Boogie
Jeder möcht’ einmal ein großer Star sein,
Auf der großen Bühne steh’n wie ich,
Jeder möchte mal den Applaus haben,
So wie ich, so wie ich.
Meine Damen, meine Herren,
Schau’n Sie mich doch bitte einmal an,
Vor Ihn’n steht der Hemshof-Boogie,
Der ja alles singen kann:
...

## Schallplatten
- Hemshof-Boogie / Der lachende Sack
- Tschinderassa Hoppsassa / Heinrich
- Geld, Geld, Geld / Der lachende Sack
- Ein Mädel kann man vergessen / Mein Zuhaus[5]

## Trivia
Im Jahr 2012 erlangte sie einen gewissen deutschlandweiten Bekanntheitsgrad als unbekannte Werbefigur für die „EinsLive O-Ton Charts“ des öffentlich-rechtlichen Radiosenders EinsLive aus Köln.